# Edith Atwater
Pour les articles homonymes, voir Atwater.
Edith Atwater est une actrice américaine, née le 22 avril 1911 à Chicago, Illinois (États-Unis) et morte le 14 mars 1986 à Los Angeles (Californie).

## Biographie
Sur l'écran elle est apparue dans des films tels que Le Récupérateur de cadavres, Le Grand Chantage, La Meurtrière diabolique et Complot de famille. Son travail à la télévision inclus des rôles dans The Rockford Files et Knots Landing.
Atwater a été mariée à l'acteur Hugh Marlowe en 1941. Elle épousa plus tard Kent Smith, avec qui elle est restée mariée jusqu'à sa mort en 1985, un an avant sa propre mort. Elle n'avait pas d'enfants.
Atwater a été caricaturée par Alex Gard pour Sardi, le restaurant de district du théâtre de New York. Depuis l'image fait partie de la collection de la New York Public Library.
Edith Atwater est apparue dans la série télévisée Hazel.

## Filmographie

### Cinéma
- 1936 : We Went to College : Nina Talbot
- 1936 : L'Enchanteresse (The Gorgeous Hussy), de Clarence Brown : Lady Vaughn
- 1945 : Le Récupérateur de cadavres (The Body Snatcher), de Robert Wise : Meg Camden
- 1949 : C-Man : Lydia Brundage
- 1951 : Teresa : Mrs. Lawrence
- 1957 : Le Grand Chantage (Sweet Smell of Success), de Alexander Mackendrick : Mary
- 1961 : Mr. Sardonicus : Nurse
- 1962 : Doux oiseau de jeunesse (Sweet Bird of Youth), de Richard Brooks
- 1963 : Blondes, brunes, rousses (It Happened at the World's Fair) : Miss Steuben
- 1964 : La Meurtrière diabolique (Strait jacket), de William Castle : Mrs. Fields
- 1965 : Étranges compagnons de lit (Strange Bedfellows) : Mrs. Stevens
- 1969 : Cent dollars pour un shérif (True Grit), de Henry Hathaway : Mrs. Floyd
- 1969 : La Boîte à chat (Daddy's Gone A-Hunting), de Mark Robson : Infirmière dans le bureau à l'hôpital
- 1970 : Pieces of Dreams : Mrs. Lind (mère de Gregory)
- 1970 : Norwood : Passagère du bus en colère
- 1971 : The Love Machine : Mary
- 1972 : Die Sister, Die! : Amanda
- 1972 : Stand Up and Be Counted : Sophie
- 1974 : Our Time : Mrs. Margaret Pendleton
- 1975 : Mackintosh and T.J.
- 1976 : Complot de famille (Family Plot), d'Alfred Hitchcock : Mrs. Clay
- 1978 : Mean Dog Blues de Mel Stuart : Mère de Linda

### Télévision
- 1964 : Peyton Place (Peyton Place) (série télévisée)
- 1969 : Ride a Northbound Horse
- 1981 : The Great Gilly Hopkins : Mrs. Rutherford